# Ingenjörföreningen
Ingenjörföreningen var en i Stockholm, 23 januari 1865, på föranstaltande av Wilhelm Leijonancker, Rudolf Cronstedt och Carl Arendt Ångström, bildad förening med ändamål att samla och i vidsträcktare omfång tillgodogöra vetenskaplig och praktisk erfarenhet i ingenjörsyrkena.
För att bli ledamot fordrades att ha ådagalagt flerårig praktisk och teoretisk gagnande verksamhet i något av ingenjörsyrkena. Till föreningen donerade dess ordförande, Rudolf Cronstedt, 1876 en summa av 2 000 kronor, varav räntan skulle användas till belöning av utmärkta avhandlingar med det av föreningen stiftade Polhemspriset.
Sitt ändamål sökte föreningen uppnå dels genom att vid sina tre ordinarie sammanträden, i januari, april och oktober, till diskussion uppta och dess emellan genom delegerade utreda för Sverige viktiga tekniska och industriella frågor, dels genom utgivandet av en tidskrift, Ingenjörföreningens förhandlingar, som började utges 1866 och redigerades av föreningens sekreterare, Carl Arendt Ångström. Föreningen nådde sin största utveckling i början av 1880-talet, då den hade närmare 300 medlemmar. Emellertid träffades på grund av minskad tillslutning och likhet i syfte 1890 en överenskommelse om sammanslagning med Svenska Teknologföreningen. Då Ingenjörföreningen l januari 1891 i enlighet härmed uppgick i sistnämnda förening, överlämnades till denna Ingenjörföreningens fonder, bibliotek och behållna tillgångar. Samtidigt upphörde utgivandet av tidskriften "Ingenjörföreningens förhandlingar".